# Aktywność konstytutywna
Aktywność konstytutywna receptora  - zjawisko charakterystyczne dla niektórych receptorów polegające na tym, że receptor może znaleźć się w stanie aktywnym (zaktywowanym) bez obecności liganda aktywującego.